# Heindirk tom Dieck
Heindirk tom Dieck (* 17. Oktober 1939 in Berlin) ist ein deutscher Chemiker.

## Leben und Werk
Er studierte in München Chemie und wurde 1966 über „Metall(0)-Verbindungen mit nichtaromatischen Stickstoff-π-Systemen“ promoviert. 1971 habilitierte sich tom Dieck mit „Komplexchemie von Vierzentren-π-Systemen“ in Frankfurt am Main und wurde dort 1972 Professor. Von 1977 bis 1991 war er Professor für Anorganische Chemie an der Universität Hamburg. 1975 bis 1981 war er Mitautor der ZDF-Fernsehreihe Studienprogramm Chemie und der zugehörigen Begleitbücher „Einführung in die Chemie“. 1991 bis 2002 war tom Dieck Geschäftsführer der Gesellschaft Deutscher Chemiker (GDCh) in Frankfurt/M.

## Auszeichnungen
- Alexander-von-Humboldt-Preis des französischen Forschungsministers (1985)
- Ehrendoktorwürde der Universität Rennes 1 (1993)
- Ehrenmitglied der tschechischen und der slowakischen Chemischen Gesellschaft (2002)
- Ehrenmitglied der GDCh (2004).

## Diverses
Heindirk tom Dieck ist ein Enkelsohn von Max tom Dieck und ein jüngerer Bruder von Tammo tom Dieck.